# Пашков, Геннадий Леонидович
Генна́дий Леони́дович Пашко́в (22 августа 1939 — 22 сентября 2017, Красноярск) — советский и российский учёный-металлург, специалист в области металлургии цветных и редких металлов, физикохимии, технологии неорганических веществ, член-корреспондент РАН (2000).

## Биография
Родился 22 августа 1939 года в селе Ленинское Еврейской автономной области.
В 1962 году — окончил физико-математический факультет Петропавловского пединститута, а в 1968 году — металлургический факультет Всесоюзного заочного политехнического института.
После окончания вуза в 1962 году начал работать на Усть-Каменогорском свинцово-цинковом комбинате, где прошел путь от аппаратчика до руководителя опытного металлургического цеха.
В 1970 году защитил кандидатскую диссертацию, тема: «Анионообменная экстракция и пути её применения в условиях свинцово-цинкового производства».
В 1976 году по приглашению переходит на должность главного инженера и заместителя директора по научной работе института «Гидроцветмет» Минцветмета СССР (Новосибирск).
С 1983 по 1990 годы — заместитель директора по научной работе Института химии и химической технологии СО РАН (Красноярск).
В 1987 году защитил докторскую диссертацию, тема: «Рациональные технологические схемы производства редких металлов — спутников свинца и цинка».
С 1991 по 2009 годы — директор Института химии и химической технологии СО РАН.
В 1992 году присвоено учёное звание профессора.
В 1996 году избран членом-корреспондентом РАЕН.
В 2000 году избран членом-корреспондентом РАН.
В 2002 году избран членом президиума Красноярского научного центра СО РАН.
С 2009 года — руководитель Научно-образовательного центра ИХХТ СО РАН «Поверхностные явления в процессах переработки сырья цветных, редких и благородных металлов и создании новых материалов на их основе» (НОЦ «Поверхностные явления»).
С 2010 по 2017 годы руководил отделением кафедры «Металлургия цветных металлов» Института цветных металлов и материаловедения СФУ при ИХХТ СО РАН.
Умер 22 сентября 2017 года.

## Научная деятельность
Специалист в области разработки и реализации технологических процессов извлечения цветных и благородных металлов.
Под его научным руководством велись НИР по тематике Норильского горно-металлургического комбината, Ачинского глиноземного комбината, были созданы технологические схемы переработки различного техногенного сырья и промышленных отходов.
Большой объём исследований посвятил комплексной переработке полиметаллического сырья, были обоснована и предложены решения по использованию эффекта сорбционного выщелачивания оксидов и силикатов металлов из рудного и техногенного сырья, сформулировал основные положения концепции создания новых эффективных методов извлечения металлов-спутников, то есть металлов, не имеющих собственных рудных месторождений (германий, скандий, теллур, селен, висмут, кадмий, индий, таллий и др.).
Под его руководством защищены 2 докторских и 8 кандидатских диссертаций.
С 1991 года — заведующий кафедрой неорганической химии Красноярского государственного университета.
С 2001 по 2008 годы — профессор Красноярской государственной академии цветных металлов и золота (сейчас — в составе Сибирского федерального университета.
Член редакционной коллегии «Журнала Сибирского федерального университета».
Автор и соавтор 4 монографий, 135 изобретений и 14 зарубежных патентов..
Участие в научно-организационной деятельности
- председатель диссертационного совета при ИХХТ СО РАН;
- член Ученого совета ИХХТ СО РАН
- президиума КНЦ СО РАН;
- член объединенного ученого совета по химическим наукам СО РАН;
- член Ученого совета Сибирского федерального университета;
- член бюро Научного совета РАН по научным основам химической технологии;
- член редколлегий журналов «Химия в интересах устойчивого развития», «Химическая технология», «Журнал Сибирского федерального университета», специализированного журнала «Природные ресурсы Красноярского края».

Основные труды
- Сорбционное извлечение рения из минерального и техногенного сырья // Химия в интересах устойчивого развития. 1998. № 6. С.397-408 (в соавт.)
- Аммиачная гидрометаллургия. Новосибирск, 2001. 196 с. (в соавт.)
- Извлечение золота из цианистых растворов ионитами // Цветные металлы. 2005. № 3. С.25-28 (в соавт.)
- Situation and perspectives of gold extracting from complex ores // Proceedings of Russian-Indian Symposium. M., 2002. P.75-85 (co-auth.).

## Разное
В юности являлся чемпионом Казахстана по метанию копья.

## Награды
- Государственная премия СССР 1985 года в области науки и техники (в составе группы) (31 октября 1985 года) — за разработку и внедрение экстракционных процессов, обеспечивших повышение комплексности использования полиметаллического сырья, и создание на Усть-Каменогорском свинцово-цинковом комбинате имени В.И. Ленина производства редких металлов[7]
- Орден Дружбы (4 марта 1998 года) — за заслуги перед государством, многолетний добросовестный труд и большой вклад в укрепление дружбы и сотрудничества между народами[8]
- Орден Почёта (11 января 2008 года) — за большой вклад в становление и развитие академической науки в Сибири[9]
- Премия Правительства Российской Федерации 2008 года в области науки и техники (в составе группы) (10 марта 2009 года) — за создание и промышленное применение новых экстракционных процессов и комбинированных гидрометаллургических схем для переработки нетрадиционного и техногенного сырья и промышленных продуктов производства редких и цветных металлов[10]